# Hamvas
A hamvas régi magyar szőlőfajta, amely a filoxérát követően szinte teljesen eltűnt a magyar borvidékekről.